# Tehnike programiranja
Tehnike programiranja su istovjetne s programskim paradigmama, tj. stilovima koje su izašle iz pojedinih paradigmi i izravno se povezale s pojedinim programskim jezicima. Imamo sljedeće tehnike programiranja:
- nestruktuirano programiranje
- imperativno programiranje
- deklarativno programiranje
- objektno orijentirano programiranje